# Videogiochi di One Piece

Schermata di One Piece: Chopper no Daibouken

Questa è la lista completa dei videogiochi ispirati al manga ed anime One Piece, ordinati secondo la loro prima data di pubblicazione e divisi per decennio.

## Videogiochi principali

### Anni 2000
| Titoli                                          | Date                                                           | Piattaforme            | Sviluppato             | Prodotto/pubblicato |
| ----------------------------------------------- | -------------------------------------------------------------- | ---------------------- | ---------------------- | ------------------- |
| One Piece: Mezase kaizoku ō!                    | 19 luglio 2000                                                 | WonderSwan             | Bandai                 | Bandai              |
| One Piece: Grand Battle!                        | 15 marzo 2001 2002                                             | PlayStation            | Ganbarion              | Bandai              |
| One Piece: Yume no Luffy kaizoku dan tanjō!     | 27 aprile 2001                                                 | Game Boy Color         | Alpha Unit             | Banpresto           |
| One Piece: Tobidase kaizokudan!                 | 2 agosto 2001                                                  | PlayStation            | Bandai                 | Bandai              |
| One Piece: Niji no shima densetsu               | 13 settembre 2001                                              | WonderSwan Color       | Bandai                 | Bandai              |
| One Piece: Treasure Wars                        | 3 gennaio 2002                                                 | WonderSwan Color       | Bandai                 | Bandai              |
| One Piece: Grand Battle! 2                      | 20 marzo 2002                                                  | PlayStation            | Bandai                 | Bandai              |
| One Piece: Maboroshi no Grand Line bōkenki      | 28 giugno 2002                                                 | Game Boy Color         | Alpha Unit             | Banpresto           |
| One Piece: Grand Battle Swan Colosseum          | 12 luglio 2002                                                 | WonderSwan Color       | Bandai                 | Bandai              |
| One Piece: Treasure Battle!                     | 1º novembre 2002                                               | GameCube               | Bandai                 | Bandai              |
| One Piece: Nanatsu shima no daihihō             | 15 novembre 2002                                               | Game Boy Advance       | Banpresto              | Bandai              |
| One Piece: Treasure Wars 2 - Buggyland e yōkoso | 20 dicembre 2002                                               | WonderSwan Color       | Bandai                 | Bandai              |
| One Piece: Mezase! King of Belly                | 28 marzo 2003                                                  | Game Boy Advance       | Banpresto              | Banpresto           |
| One Piece: Ocean's Dream!                       | 1º maggio 2003                                                 | PlayStation            | Sing e Q Entertainment | Bandai              |
| One Piece: Chopper no daibōken                  | 16 ottobre 2003                                                | WonderSwan Color       | Bandai                 |                     |
| One Piece: Grand Battle 3                       | 11 dicembre 2003                                               | PlayStation 2 GameCube | Ganbarion              | Bandai              |
| One Piece: Going Baseball                       | 11 marzo 2004                                                  | Game Boy Advance       | New Production         | Bandai              |
| One Piece: Round the Land                       | 29 luglio 2004 10 dicembre 2004                                | PlayStation 2          | Bandai                 | Bandai              |
| One Piece: Grand Battle! Rush!                  | 17 marzo 2005 7 settembre 2005 7 settembre 2005 7 ottobre 2005 | PlayStation 2 GameCube | Ganbarion              | Bandai              |
| One Piece: Dragon Dream!                        | 28 aprile 2005                                                 | Game Boy Advance       | Bandai                 | Bandai              |
| One Piece                                       | 5 settembre 2005 5 settembre 2005                              | Game Boy Advance       | Dimps                  | Bandai              |
| Fighting for One Piece                          | 8 settembre 2005                                               | PlayStation 2          | Bandai                 | Bandai              |
| One Piece: Pirates' Carnival                    | 23 novembre 2005 13 settembre 2006 13 settembre 2006           | PlayStation 2 GameCube | h.a.n.d.               | Bandai              |
| One Piece: Grand Adventure                      | 29 agosto 2006 20 ottobre 2006                                 | GameCube PlayStation 2 | Ganbarion              | Bandai              |
| One Piece: Unlimited Adventure                  | 26 aprile 2007 22 gennaio 2008                                 | Nintendo Wii           | Ganbarion              | Bandai              |
| One Piece: Gear Spirit                          | 30 agosto 2007                                                 | Nintendo DS            | Bandai                 | Bandai              |
| One Piece: Unlimited Cruise                     | 11 settembre 2008 19 giugno 2009                               | Nintendo Wii           | Ganbarion              | Bandai              |
| One Piece: Unlimited Cruise 2                   | 26 febbraio 2009 24 settembre 2009                             | Nintendo Wii           | Ganbarion              | Bandai              |

### Anni 2010
| Titoli                                | Date                                                                        | Piattaforme                                       | Sviluppato             | Prodotto/pubblicato |
| ------------------------------------- | --------------------------------------------------------------------------- | ------------------------------------------------- | ---------------------- | ------------------- |
| One Piece: Gigant Battle!             | 9 settembre 2010 1 luglio 2011                                              | Nintendo DS                                       | Bandai                 | Bandai              |
| One Piece: Unlimited Cruise SP        | 26 maggio 2011 10 febbraio 2012                                             | Nintendo 3DS                                      | Ganbarion              | Bandai              |
| One Piece: Gigant Battle! 2 New World | 17 novembre 2011                                                            | Nintendo DS                                       | Bandai                 | Bandai              |
| One Piece: Pirate Warriors            | 1º marzo 2012 21 settembre 2012 20 settembre 2012 25 settembre 2012         | PlayStation 3                                     | Omega Force            | Bandai              |
| One Piece: Romance Dawn               | 20 dicembre 2012 8 agosto 2013 28 novembre 2013                             | PSP Nintendo 3DS                                  | Bandai                 | Bandai              |
| One Piece: Pirate Warriors 2          | 20 marzo 2013 30 agosto 2013 31 agosto 2013                                 | PlayStation 3 PlayStation Vita                    | Omega Force            | Bandai              |
| One Piece: Unlimited World Red        | 21 novembre 2013 12 giugno 2014 27 giugno 2014 26 giugno 2014 8 luglio 2014 | Nintendo 3DS Wii U PlayStation 3 PlayStation Vita | Ganbarion              | Bandai              |
| One Piece: Super Grand Battle! X      | 13 novembre 2014                                                            | Nintendo 3DS                                      | Ganbarion              | Bandai              |
| One Piece Treasure Cruise             | 12 maggio 2014 8 febbraio 2015 8 febbraio 2015 8 febbraio 2015              | Android iOS                                       | Bandai                 | Bandai              |
| One Piece: Pirate Warriors 3          | 27 agosto 2015                                                              | PC PlayStation 3 PlayStation Vita PlayStation 4   | Omega Force            | Bandai              |
| One Piece: Burning Blood              | 21 aprile 2016 3 giugno 2016                                                | PC PlayStation 4 PlayStation Vita Xbox One        | Spike Chunsoft         | Bandai              |
| One Piece Thousand Storm              | 21 aprile 2016                                                              | Android iOS                                       | Bandai                 | Bandai              |
| One Piece: Great Pirate Colosseum     | 21 settembre 2016                                                           | Nintendo 3DS                                      | Banpresto              | Banpresto           |
| One Piece Bounty Rush                 | 29 marzo 2018                                                               | Android iOS                                       | Sing e Q Entertainment | Bandai              |
| One Piece Grand Cruise                | 23 maggio 2018                                                              | PlayStation 4 PlayStation VR                      | Bandai                 |                     |
| One Piece: World Seeker               | 2019                                                                        | PlayStation 4 Xbox One Microsoft Windows          | Ganbarion              | Bandai              |

### Anni 2020
| Titoli                       | Date            | Piattaforme                                                   | Sviluppato  | Prodotto/pubblicato |
| ---------------------------- | --------------- | ------------------------------------------------------------- | ----------- | ------------------- |
| One Piece: Pirate Warriors 4 | 26 marzo 2020   | PlayStation 4 Xbox One Microsoft Windows Nintendo Switch      | Omega Force | Bandai              |
| One Piece Odyssey            | 10 gennaio 2023 | Playstation 4 PlayStation 5 Xbox Series X/S Microsoft Windows | ILCA        | Bandai              |

## Altri giochi
I seguenti giochi vedono la presenza di personaggi provenienti da One Piece:
Jump Super Stars
Piattaforma: Nintendo DS - Uscita: 10 agosto 2005 
Battle Stadium D.O.N
Piattaforma: Nintendo GameCube, PlayStation 2 - Uscita: 20 luglio 2006 
Jump Ultimate Stars
Piattaforma: Nintendo DS - Uscita: 23 novembre 2006 
J-Stars Victory Vs
Piattaforme: PlayStation 3, PlayStation Vita - Uscita: Marzo 2014 
Jump Force
Piattaforme: PlayStation 4, Xbox One, Windows PC - Uscita: Febbraio 2019 